# Halowe rekordy Anguilli w lekkoatletyce
Poniższe tabele przedstawiają lekkoatletyczne halowe rekordy Anguilli. 